# Olesicampe consobrina
Olesicampe consobrina là một loài tò vò trong họ Ichneumonidae.